# Gabriel Wodziński
Gabriel Wodziński, (Wodzyński) herbu Jastrzębiec (ur. 25 marca 1727, zm. 28 listopada 1788) – duchowny katolicki, kanonik warszawski i wileński, archidiakon żmudzki.

## Życiorys
W latach 1759–1772 koadiutor diecezji smoleńskiej i tytularny biskup Theveste. Mianowany biskupem smoleńskim 1762, członek konfederacji generalnej Wielkiego Księstwa Litewskiego w 1764 roku. Od 1772 ordynariusz smoleński, rezydował w Warszawie. Za jego rządów całe terytorium diecezji smoleńskiej znalazło się w granicach rosyjskich, gdzie w 1783 zostało włączone do nowo powstałej archidiecezji mohylewskiej. W 1763 odznaczony Orderem Orła Białego. Na Sejmie Rozbiorowym 1773-1775 był przedstawicielem opozycji. Członek konfederacji Andrzeja Mokronowskiego w 1776 roku.
Pochowany został na warszawskim cmentarzu Świętokrzyskim.
Syn Karola Wodzińskiego i Zofii z Szamowskich.